# Daweli Reinhardt
Alfons „Daweli“ Reinhardt (* 18. Juli 1932 in Wiesbaden; † 10. Dezember 2016 in Koblenz) war ein deutscher Gitarrist und Komponist des Gypsy-Jazz.

## Leben und Wirken
Reinhardt, dessen Vater Musiker und Korbflechter war, wuchs in Koblenz-Lützel auf. 1938 wurde er aus rassistischen Gründen mit seiner Familie erstmals von den Nationalsozialisten deportiert, 1940 wurde er mit seiner Familie in der ehemaligen Feste Kaiser Franz interniert. Von dort kam er 1943 in das KZ Auschwitz-Birkenau, wo zahlreiche seiner Angehörigen ermordet wurden. Dann wurde er als Zwangsarbeiter ins KZ Ravensbrück verlegt. Als Überlebender des Todesmarsches kehrte er 1945 nach Koblenz zurück, wo er ein Auskommen als Artist und Musiker fand. Nachdem er lange Tanzmusik gespielt hatte, war er Mitte der 1960er Jahre Mitbegründer des Quintetts von Schnuckenack Reinhardt, das die Musik deutscher Sinti bekannt machte. Als Sologitarrist war er 1969 an den ersten Alben dieses Quintetts beteiligt. Für diese Gruppe schrieb er auch mehrere Stücke. Schon frühzeitig gab er seine gitarristischen Kenntnisse seinen fünf Söhnen Mike, Bawo, Django, Sascha und Moro weiter, die alle als Musiker tätig sind. Auch sein Neffe Lulo Reinhardt orientierte sein Spiel zunächst an ihm.
Seit 1973 spielte er im Sextett seines Sohns Mike Reinhardt, mit dem er zwei Alben einspielte. Eine eigene Gruppe, zunächst mit dem Saxophonisten Dietrich Geldern, dann mit Dick Heckstall-Smith gründete er erst 1988; die Gruppe hatte Fernsehauftritte in den SWF-Sendungen „Guten Abend aus Mainz“ und „Blick ins Land“ und ging in Deutschland, Frankreich, Österreich und der Schweiz auf Tournee.
2003 erschien seine Autobiographie, in der er auch die teilweise konfliktreiche Zusammenarbeit mit Schnuckenack Reinhardt schilderte und kurz erwähnte, dass er (anders als in PR-Verlautbarungen verschiedener Plattenfirmen dargestellt) seines Wissens nicht mit der Familie Reinhardt verwandt war, der Schnuckenack und Django Reinhardt angehören. Wie er engagierte sich sein Sohn Django Heinrich Reinhardt in der Lagergemeinschaft Ravensbrück, der 2021 das Bundesverdienstkreuz für seinen Beitrag zur Erinnerungsarbeit erhielt.

## Würdigungen
2009 erhielt er für seine Lebensleistung, die „nicht nur in seinem Wirken als Musiker begründet ist, sondern auch in seiner Fähigkeit, die Musikalität an die jüngeren Generationen weiterzugeben“, den Verdienstorden des Landes Rheinland-Pfalz. Über ihn und seine Familie drehte Albert Treber im selben Jahr den Film Daweli Swing: Familie, Jazz und Lebensmut.

## Schriften
- Daweli Reinhardt/Joachim Hennig: 100 Jahre Musik der Reinhardts – Daweli erzählt sein Leben. Verlag Dietmar Fölbach, Koblenz 2012 (3. ergänzte Auflage), ISBN 978-3-934795-24-2